# Гробница Каплана-паши
Гробница Каплана-паши (алб. Tyrbja e Kapllan Pashës) расположена в центре албанской столицы Тираны, немного восточнее площади Скандербега (алб. Sheshi Skendërbej), между улицами Rruga Barrikadave, Rruga 28 Nëntori и Rruga Abdi Toptani.

## История
Гробница Каплана-паши Топтани была построена в 1820 году рядом с мечетью Сулеймана-паши. Памятник был построен из мягкого белого известняка и состоит из восьми связанных арками круглых колонн. Изначально гробница имела деревянную крышу, а высота составляла четыре метра. Табличка на гробнице сильно пострадала, но на ней ещё можно разобрать надпись, что правитель Тираны Каплан-паша Топтани, родом из Круя, умер в октябре 1819 года. Мечеть и памятник очень пострадали во время Второй Мировой войны. Эта мусульманская гробница в 1948 году была объявлена национальным памятником культуры. После этого надгробие и саркофаг Каплана-паши были удалены. Долгое время памятник находился в заброшенном состоянии и нуждался в ремонте. На соседнем участке в 2007 году началось строительство высотного TID Tower. В начале строительства перед строителями была поставлена сложная задача — совместить сохранение гробницы со зданием TID Tower. Задача была выполнена с помощью специальных круговых 3D-вырезов в основании здания. В 2016 году гробница была полностью реставрирована.